# Корбени (Браила)
Корбени (рум. Corbeni) насеље је у Румунији у округу Браила у општини Раковица. Oпштина се налази на надморској висини од 21 m.

## Становништво
Према подацима из 2002. године у насељу је живело 150 становника, од којих су сви румунске националности.